# ジュラ・ベンツール
ジュラ・ベンツール（英語: Gyula Benczur、1844年1月28日 - 1920年7月16日）は、ハンガリー出身の画家。

## 経歴
ニーレジハーザに生まれた。子供時代に、現在のスロバキアのコシツェに移った。早くから絵の才能を示し、1861年からミュンヘン美術院のアンシュッツ（Hermann Anschütz)やヨハン・ゲオルク・ヒルテンシュペルガー（Johann Georg Hiltensperger）に学び、1865年から1869年の間はカール・フォン・ピロティ（Karl von Piloty）に学んだ。
1870年にハンガリーの歴史画の公募展に10世紀のハンガリー国王イシュトヴァーン1世の洗礼を描いた歴史画を出展し国際的に評判となり、師のピロティの助手としてミュンヘンのマキシミリアン議事堂などの装飾画を描き、バイエルン王、ルートヴィヒ2世からも絵の注文を得た。
1875年にミュンヘン美術院の教授に任じられた。ベンツールの教えた学生には、スイス生まれで、後にアメリカに渡った肖像画家のミューラー（Adolfo Müller-Ury）がいる。1883年にハンガリーに戻り、美術教師として働き、ハンガリーの王族や上流階級の人々肖像画を描いた。
1887年にオーストリア帝国芸術科学勲章を受勲した。1896年にムンカーチ・ミハーイとロッツ・カーロイとともにハンガリー聖イシュトヴァーン勲章 (Magyar Királyi Szent István-rend) を受勲した。
1916年にカール1世がハンガリー国王として戴冠した際、皇太子オットー・フォン・ハプスブルクの衣服をデザインした。
娘のオルガ・ベンツール(Vastagh Györgyné Benczúr Olga:1875-1962)はイラストレーター、工芸家になり、イダ・ベンツール(Benczúr Ida: 1876-1970)は画家になった。

## ギャラリー

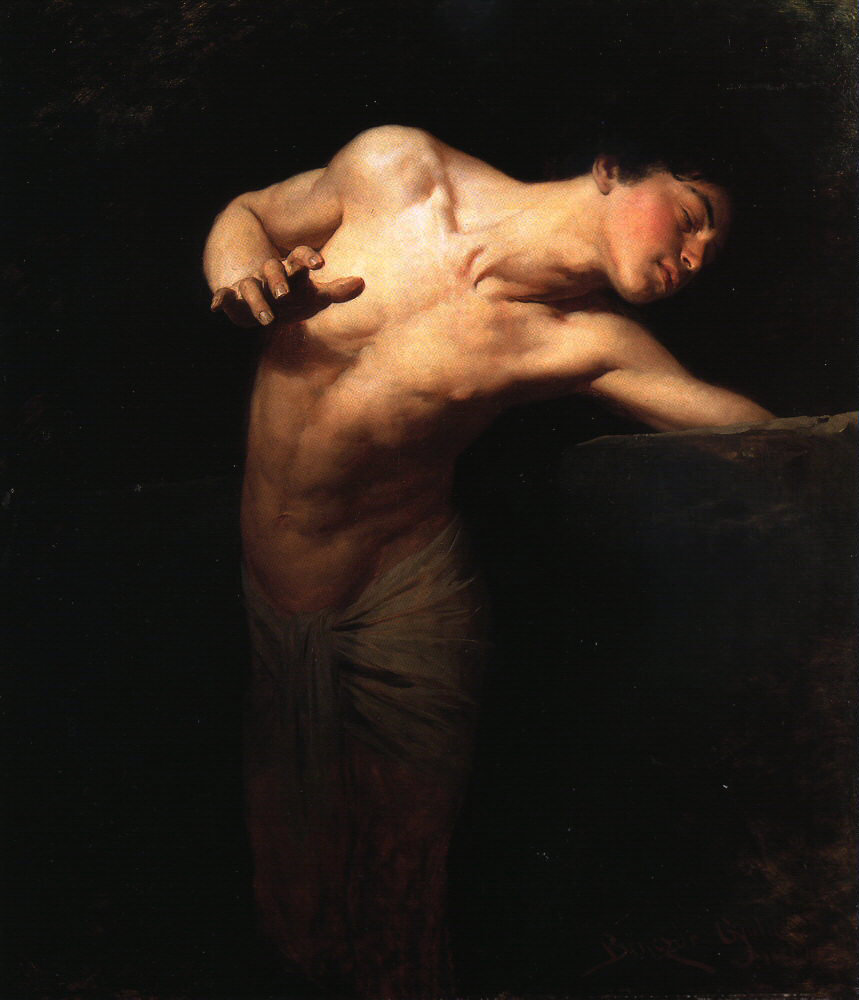
ナルキッソス
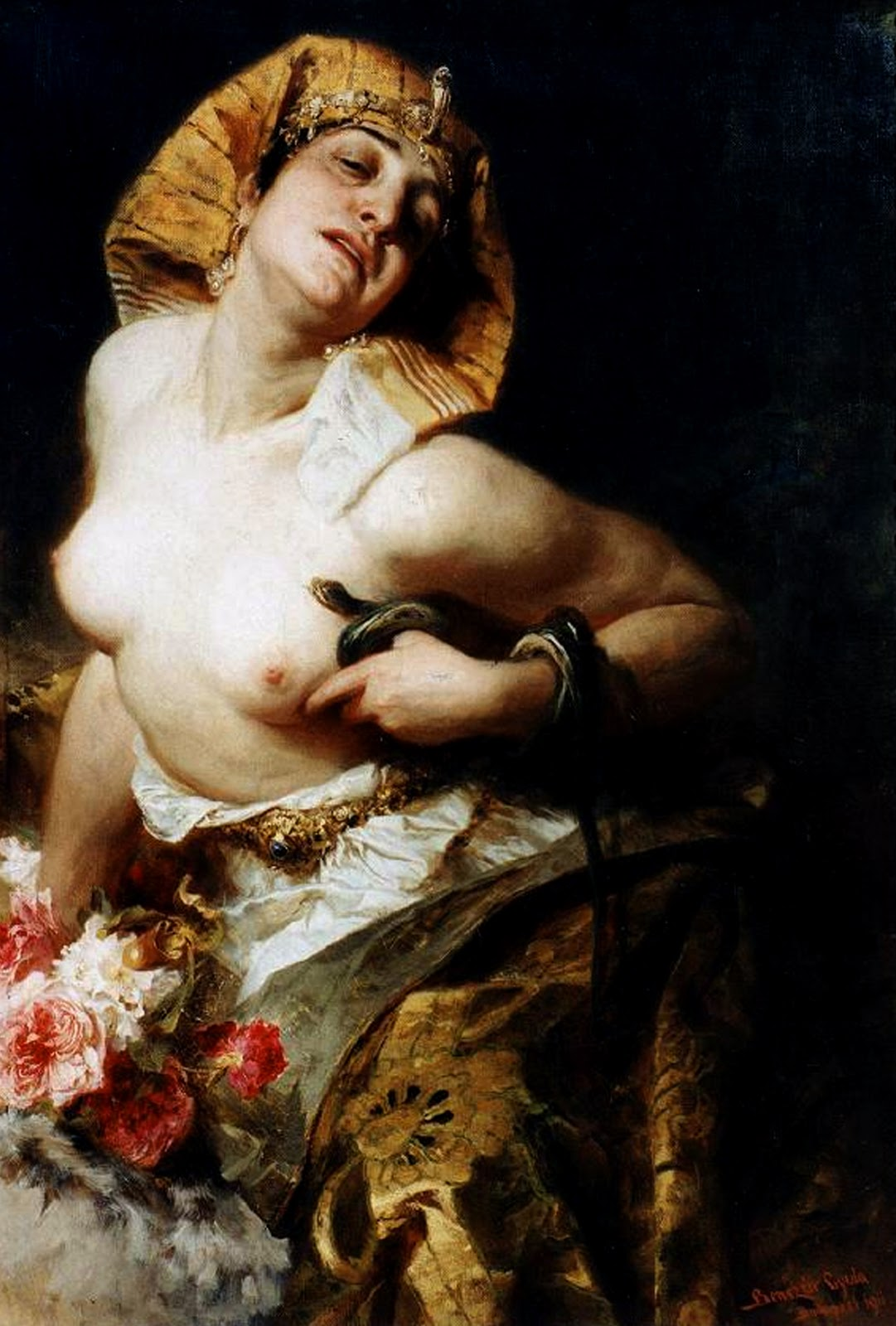
クレオパトラ
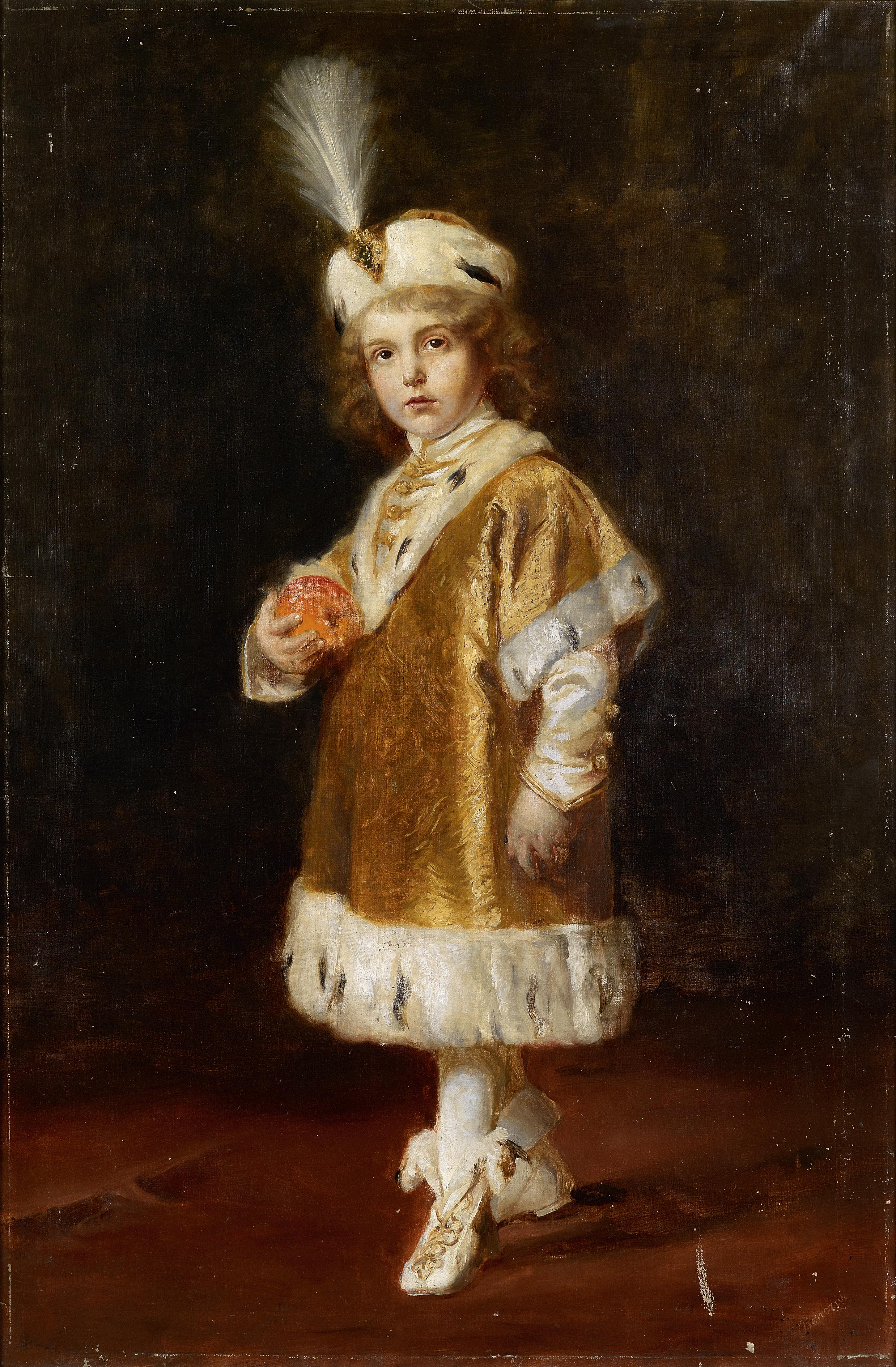
オットー・フォン・ハプスブルク（1917年）
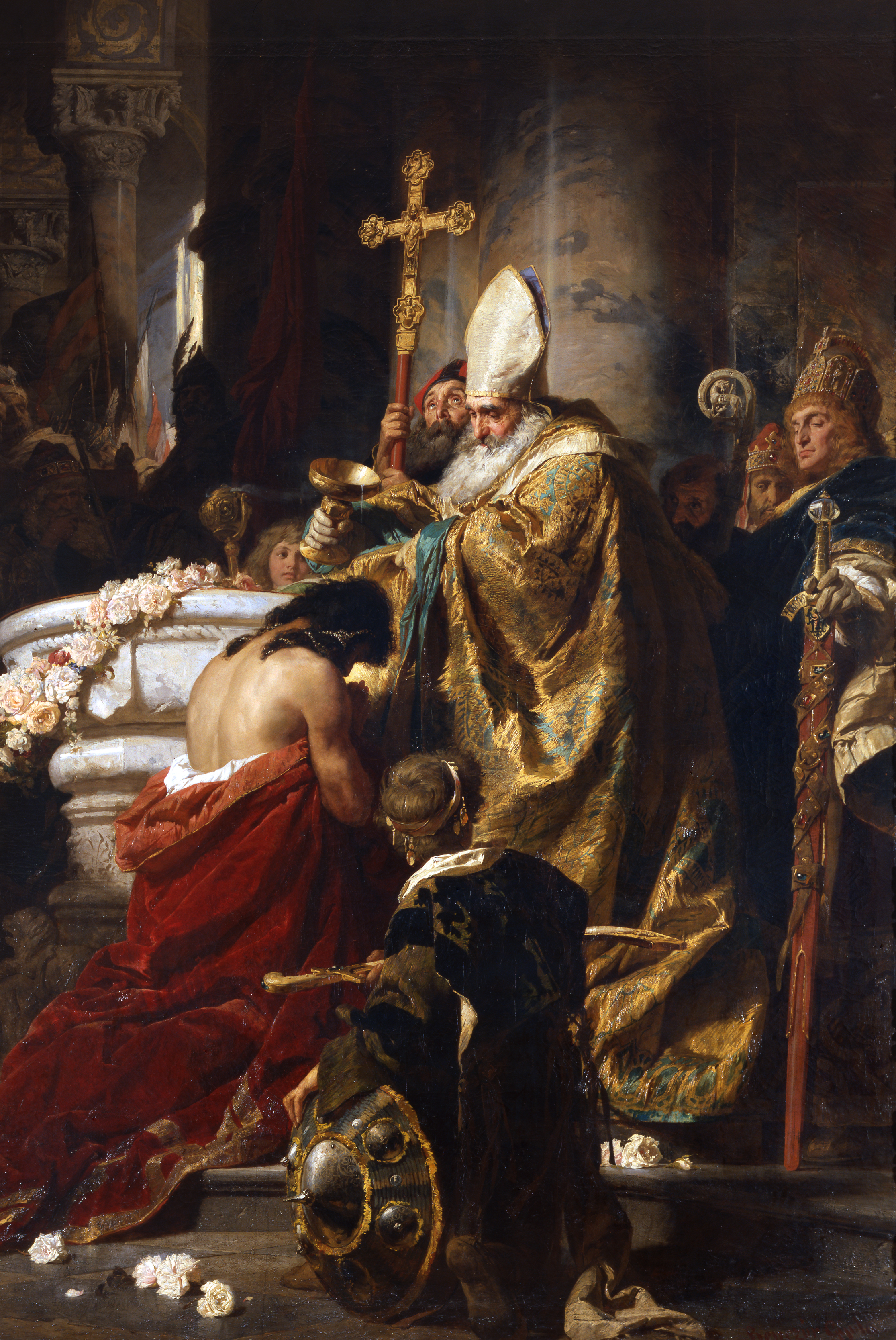
「イシュトヴァーン1世の洗礼」
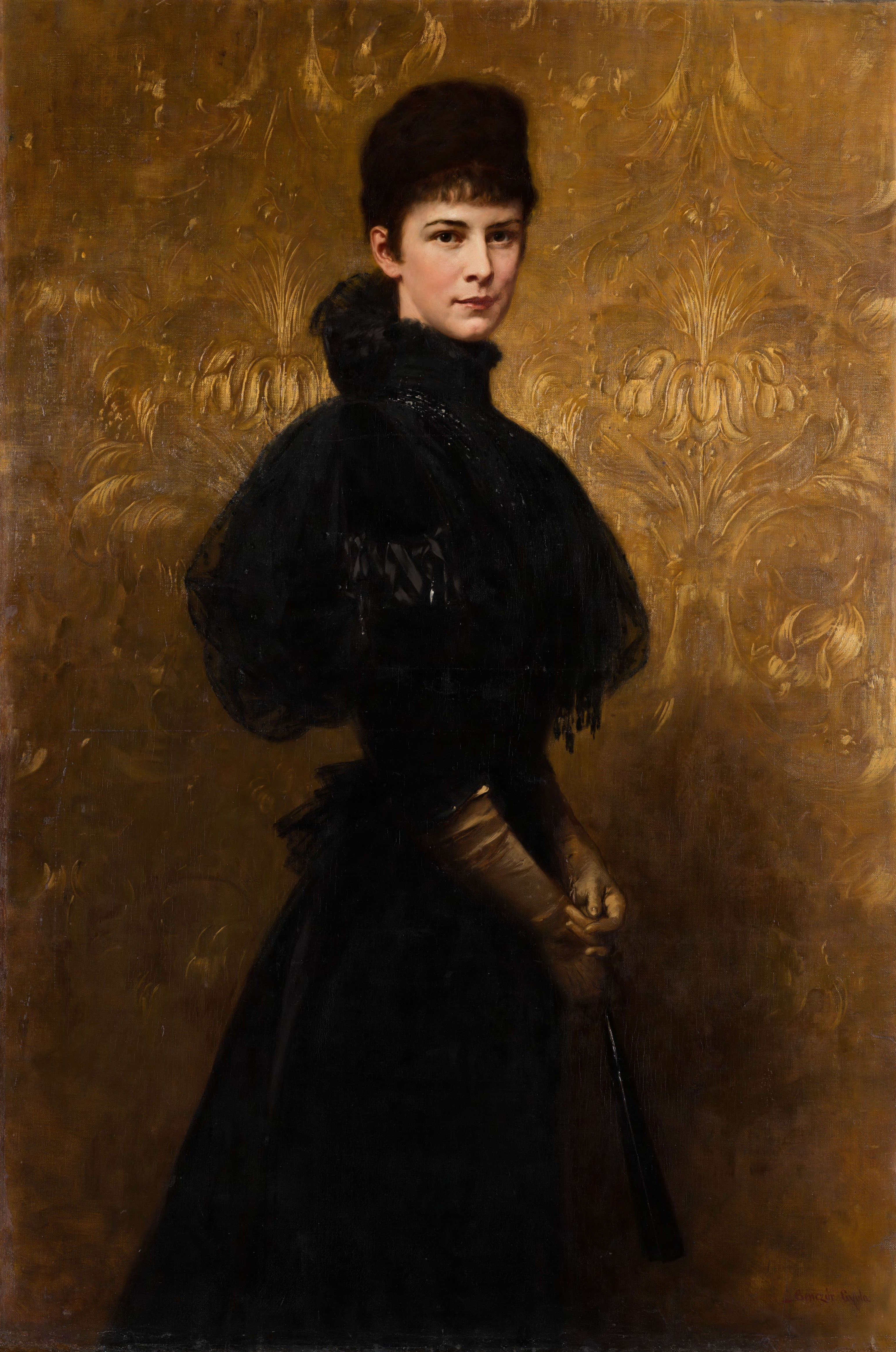
オーストリア皇后エリーザベト
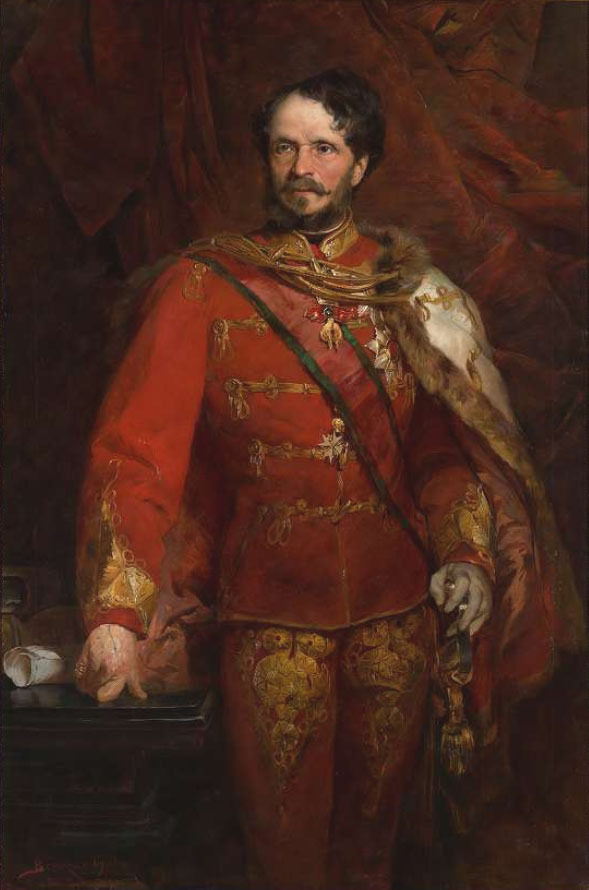
アンドラーシ・ジュラ
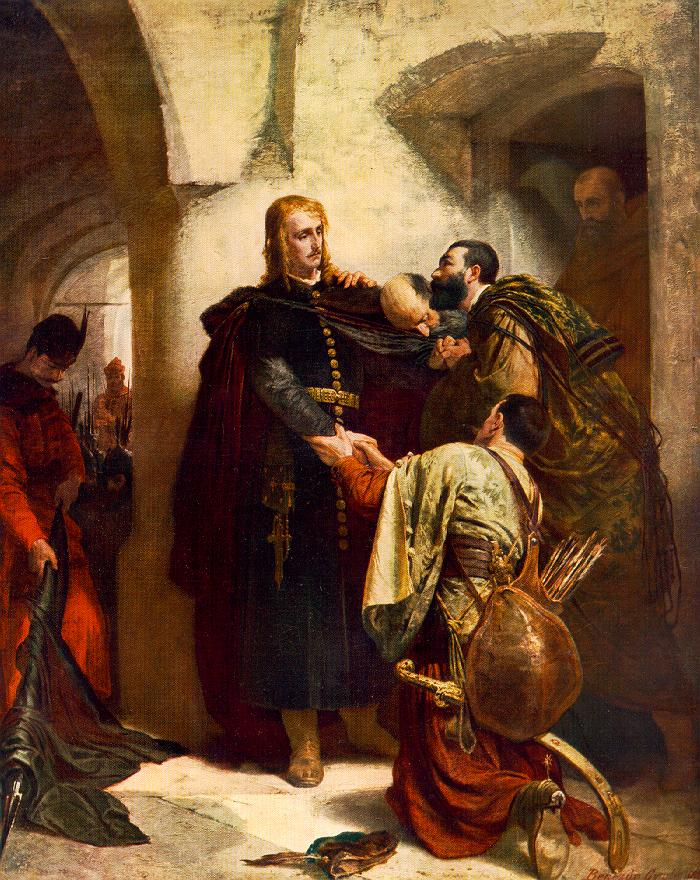
フニャディ・ラースロー

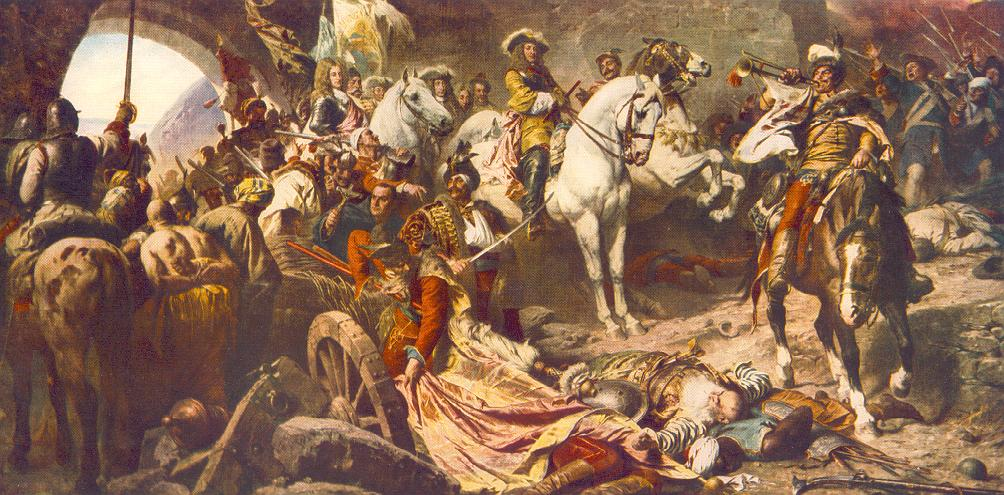
「ブダ城の戦い」
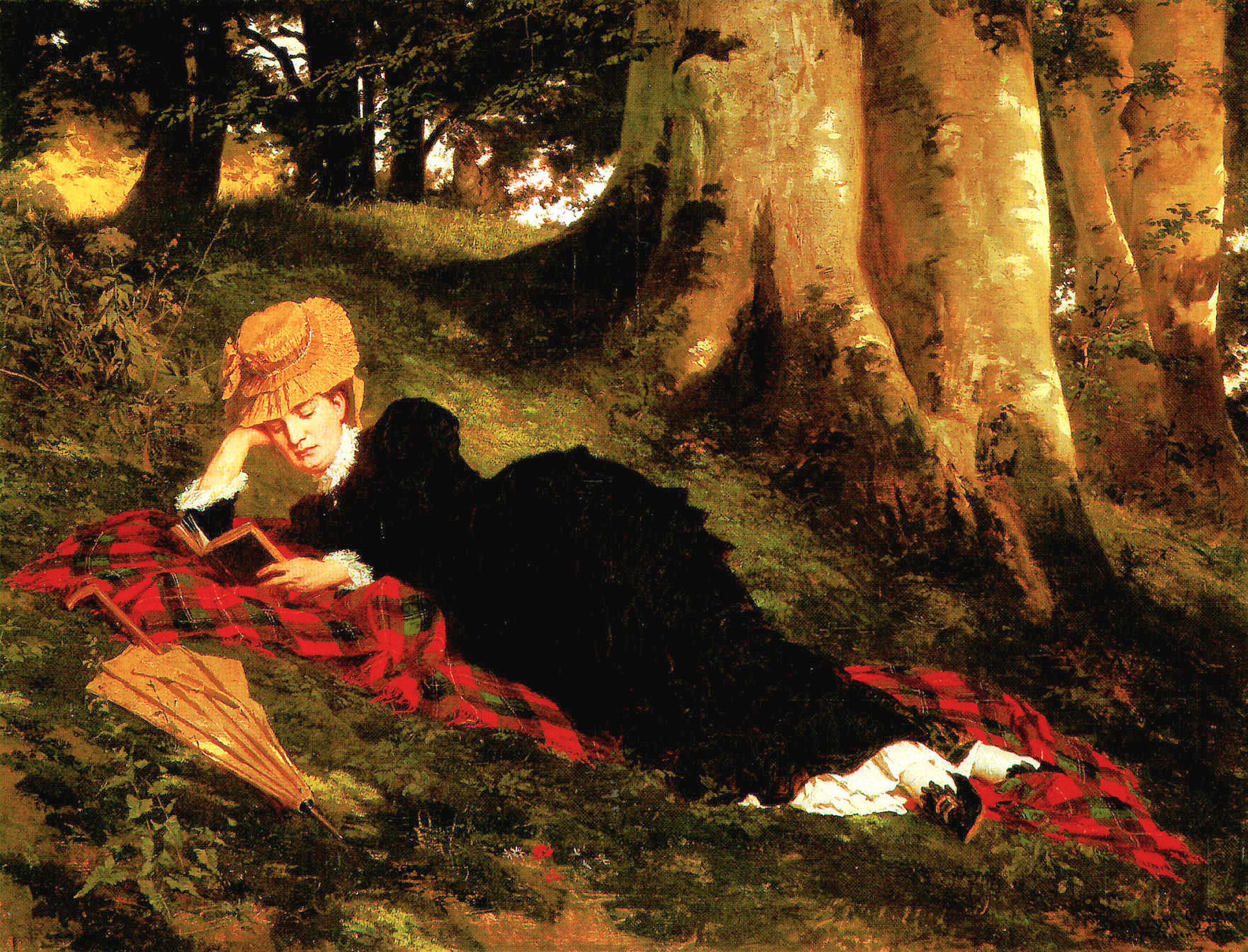
「森での読書」
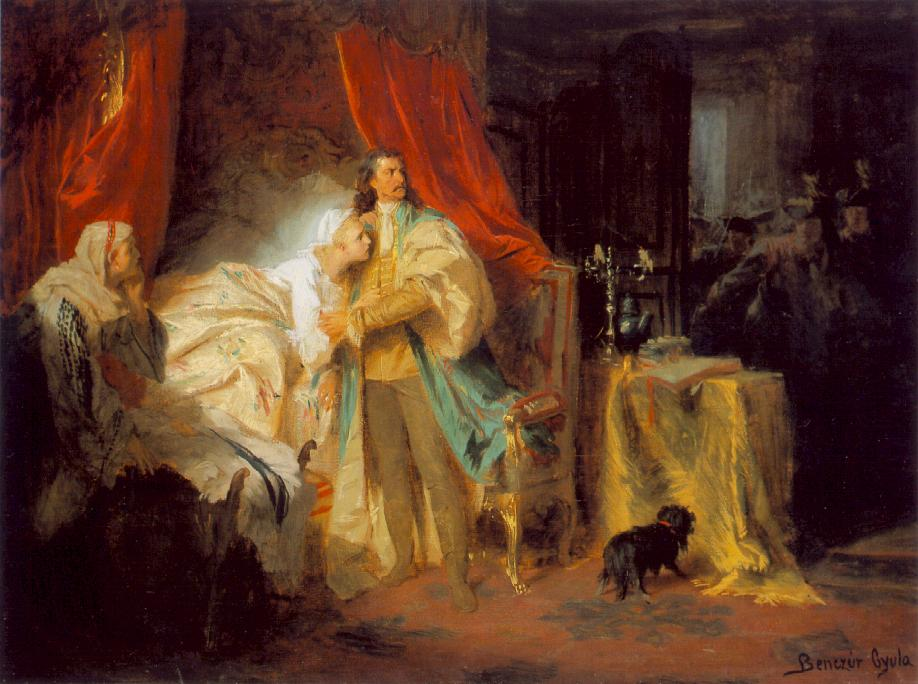
ラーコーツィ・フェレンツ2世